# Onthophagus sulcipennis
Onthophagus sulcipennis là một loài bọ cánh cứng trong họ Bọ hung (Scarabaeidae).